# L.H.O.O.Q.
(Marcel Duchamp)
L.H.O.O.Q. è un ready-made rettificato realizzato nel 1919 dall'artista dadaista Marcel Duchamp.

## Descrizione e significato
Si tratta di una riproduzione fotografica del celeberrimo dipinto della Gioconda di Leonardo da Vinci sulla quale sono disegnati provocatoriamente dei baffi e un pizzetto. Il titolo è sostanzialmente un gioco di parole, infatti le lettere L.H.O.O.Q., pronunciate in francese, suonano come la frase "Elle a chaud au cul" ([el aʃ o o ky]), ovvero "Lei ha caldo al culo", che colloquialmente significa "Lei è eccitata" oppure "Lei si concede facilmente". 
Il nome può essere letto anche come la parola inglese "look" (guarda). Come nel caso di altri ready-made, Duchamp ne ha realizzato diverse versioni, tra le quali anche L.H.O.O.Q. Shaved del 1965 nella quale appare la Gioconda senza baffi e la scritta in francese "rasée L.H.O.O.Q.".
L'opera può essere considerata un manifesto contro il conformismo. Dissacrando uno dei miti artistici più consolidati, Duchamp non intende negare l'arte di Leonardo ma onorarla, a modo suo, mettendo in ridicolo gli estimatori superficiali e ignoranti che apprezzano la Gioconda solo perché tutti dicono che è bella, conformandosi acriticamente così al gusto della maggioranza delle persone.

## Antecedenti

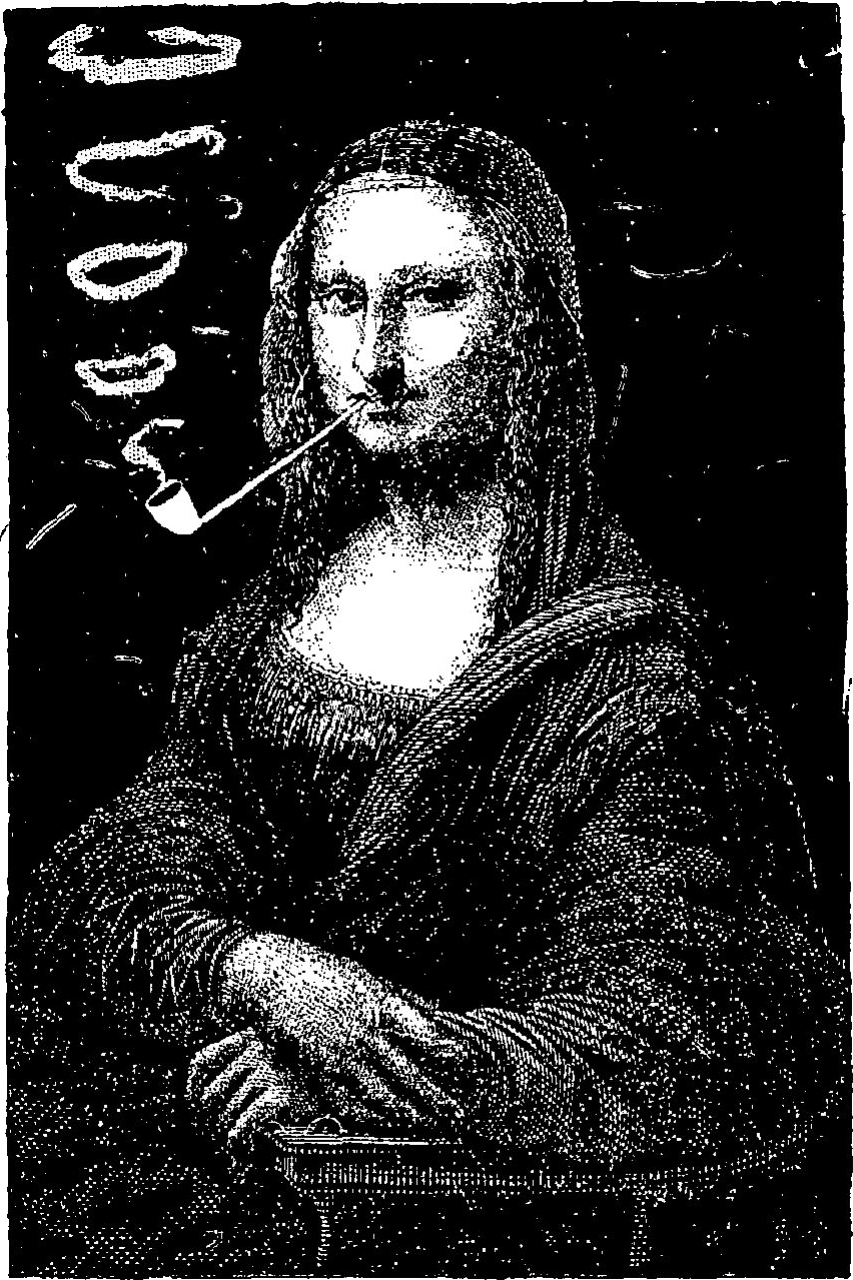
La Joconde fumant la pipe

Per l'esposizione delle Arti Incoerenti nel 1883, Eugène Bataille realizzò un'altra opera che vede protagonista la Gioconda con un'insolita modifica: La Joconde fumant la pipe (La Gioconda che fuma la pipa), che prefigura indirettamente l'opera di Marcel Duchamp del 1919.